# Campoletis crassicornis
Campoletis crassicornis är en stekelart som först beskrevs av Tschek 1871.  Campoletis crassicornis ingår i släktet Campoletis och familjen brokparasitsteklar. Arten är reproducerande i Sverige. Inga underarter finns listade.